# 아세트산 프로필
아세트산 프로필 (propyl acetate, prophy ethanoate)은 유기 화합물의 하나이다. 용매로 사용하기 위해 매년 약 20,000톤이 생산된다. 이 무색 액체는 과일인 배 특유의 냄새로 알려져 있다. 이러한 사실로 인해 일반적으로 향수 및 향미 첨가제로 사용된다. 아세트산 프로필은 종종 피셔-슈파이어 에스테르화 (Fischer-Speier esterification)를 통해 아세트산과 1-프로판올의 에스테르화에 의해 형성되는데, 촉매로는 황산을 사용하고 물이 부산물로 생성된다.